# Divizia B 1995-1996
Divizia B 1995-1996 a fost al 56-lea sezon al Diviziei B.

## Clasamente

### Seria I
| Poz | Echipa                    | MJ | V  | E  | Î  | GM | GP | G   | Pct | Promovare sau retrogradare                             |
| --- | ------------------------- | -- | -- | -- | -- | -- | -- | --- | --- | ------------------------------------------------------ |
| 1   | Oțelul Târgoviște (C) (P) | 34 | 20 | 7  | 7  | 74 | 29 | +45 | 67  | Format:Fb competiție 1996-97 Divizia A                 |
| 2   | Dacia Unirea Brăila       | 34 | 21 | 3  | 10 | 56 | 27 | +29 | 66  |                                                        |
| 3   | Metrom Brașov             | 34 | 17 | 5  | 12 | 43 | 35 | +8  | 56  |                                                        |
| 4   | Gloria Buzău              | 34 | 16 | 6  | 12 | 51 | 46 | +5  | 54  |                                                        |
| 5   | Tractorul Brașov          | 34 | 17 | 3  | 14 | 39 | 38 | +1  | 54  |                                                        |
| 6   | FC Onești                 | 34 | 15 | 5  | 14 | 51 | 43 | +8  | 50  |                                                        |
| 7   | Dacia Pitești             | 34 | 15 | 5  | 14 | 49 | 47 | +2  | 50  |                                                        |
| 8   | Electroputere Craiova     | 34 | 14 | 5  | 15 | 45 | 46 | −1  | 47  |                                                        |
| 9   | Rocar București           | 34 | 14 | 5  | 15 | 38 | 50 | −12 | 47  |                                                        |
| 10  | Dunărea Călărași          | 34 | 14 | 4  | 16 | 52 | 47 | +5  | 46  |                                                        |
| 11  | ARO Câmpulung             | 34 | 12 | 10 | 12 | 29 | 40 | −11 | 46  |                                                        |
| 12  | Steaua Mizil              | 34 | 14 | 4  | 16 | 43 | 56 | −13 | 46  |                                                        |
| 13  | Metalul Plopeni           | 34 | 11 | 10 | 13 | 31 | 39 | −8  | 43  |                                                        |
| 14  | Poiana Câmpina            | 34 | 13 | 4  | 17 | 42 | 51 | −9  | 43  |                                                        |
| 15  | Cetatea Târgu Neamț       | 34 | 12 | 6  | 16 | 43 | 43 | 0   | 42  |                                                        |
| 16  | Dunărea Galați            | 34 | 12 | 3  | 19 | 30 | 39 | −9  | 39  |                                                        |
| 17  | FC Caracal (R)            | 34 | 9  | 10 | 15 | 42 | 51 | −9  | 37  | Retrogradare în Format:Fb competiție 1996-97 Divizia C |
| 18  | CS Portul Constanța (R)   | 34 | 10 | 5  | 19 | 40 | 71 | −31 | 35  | Retrogradare în Format:Fb competiție 1996-97 Divizia C |

Sursa: The Rec.Sport.Soccer Statistics Foundation
Reguli de clasare: 
1) puncte; 2) puncte în meciurile directe; 3) diferența de goluri în meciurile directe; 4) goluri marcate în meciurile directe; 5) diferența de goluri; 6) goluri marcate.
POZ = Poziția în clasament; (C) = Campioană; (R) = Retrogradată; (P) = Promovată; (E) = Eliminată; (O) = Câștigătoare de play-off; (A) = Avansează în runda următoare. 
Aplicabil doar când sezonul nu este terminat: 
(Q) = Calificare în faza competiției indicată; (TQ) = Calificare în competiție, dar încă nu în faza indicată; (RQ) = Calificată în competiția de retrogradare indicată; (DQ) = Descalificată din competiție.

Head-to-Head: rezultatele în meciurile directe sunt folosite pentru a departaja echipele.

### Seria II
| Poz | Echipa                 | MJ | V  | E | Î  | GM | GP | G   | Pct | Promovare sau retrogradare                             |
| --- | ---------------------- | -- | -- | - | -- | -- | -- | --- | --- | ------------------------------------------------------ |
| 1   | Jiul Petroșani (C) (P) | 34 | 23 | 4 | 7  | 59 | 20 | +39 | 73  | Format:Fb competiție 1996-97 Divizia A                 |
| 2   | Foresta Fălticeni      | 34 | 22 | 2 | 10 | 51 | 29 | +22 | 68  |                                                        |
| 3   | ASA Târgu Mureș        | 34 | 17 | 4 | 13 | 58 | 37 | +21 | 55  |                                                        |
| 4   | Gaz Metan              | 34 | 15 | 9 | 10 | 48 | 38 | +10 | 54  |                                                        |
| 5   | UTA Arad               | 34 | 15 | 8 | 11 | 59 | 36 | +23 | 53  |                                                        |
| 6   | Bucovina Suceava       | 34 | 17 | 2 | 15 | 51 | 51 | 0   | 53  |                                                        |
| 7   | Unirea Dej             | 34 | 16 | 4 | 14 | 56 | 42 | +14 | 52  |                                                        |
| 8   | CFR Timișoara          | 34 | 17 | 4 | 13 | 50 | 44 | +6  | 55  |                                                        |
| 9   | Corvinul               | 34 | 13 | 8 | 13 | 52 | 43 | +9  | 47  |                                                        |
| 10  | CSM Reșița             | 34 | 14 | 5 | 15 | 45 | 44 | +1  | 47  |                                                        |
| 11  | Minerul Motru          | 34 | 13 | 7 | 14 | 33 | 40 | −7  | 46  |                                                        |
| 12  | Olimpia Satu Mare      | 34 | 14 | 3 | 17 | 46 | 53 | −7  | 45  |                                                        |
| 13  | FC Baia Mare           | 34 | 13 | 6 | 15 | 48 | 55 | −7  | 45  |                                                        |
| 14  | Minaur Zlatna          | 34 | 13 | 5 | 16 | 48 | 42 | +6  | 44  |                                                        |
| 15  | Unirea Alba Iulia      | 34 | 13 | 4 | 17 | 49 | 58 | −9  | 43  |                                                        |
| 16  | Gloria Reșița          | 34 | 12 | 5 | 17 | 30 | 58 | −28 | 41  |                                                        |
| 17  | Bihor Oradea (R)       | 34 | 9  | 4 | 21 | 33 | 74 | −41 | 31  | Retrogradare în Format:Fb competiție 1996-97 Divizia C |
| 18  | FC Râmnicu Vâlcea (R)  | 34 | 5  | 6 | 23 | 26 | 78 | −52 | 21  | Retrogradare în Format:Fb competiție 1996-97 Divizia C |

Sursa: The Rec.Sport.Soccer Statistics Foundation
Reguli de clasare: 
1) puncte; 2) puncte în meciurile directe; 3) diferența de goluri în meciurile directe; 4) goluri marcate în meciurile directe; 5) diferența de goluri; 6) goluri marcate.
POZ = Poziția în clasament; (C) = Campioană; (R) = Retrogradată; (P) = Promovată; (E) = Eliminată; (O) = Câștigătoare de play-off; (A) = Avansează în runda următoare. 
Aplicabil doar când sezonul nu este terminat: 
(Q) = Calificare în faza competiției indicată; (TQ) = Calificare în competiție, dar încă nu în faza indicată; (RQ) = Calificată în competiția de retrogradare indicată; (DQ) = Descalificată din competiție.

Head-to-Head: rezultatele în meciurile directe sunt folosite pentru a departaja echipele.

## Golgheteri Seria 1
- Giani Gorga - Steaua Mizil - 16
- Laurențiu Bogoi - Oțelul Târgoviște - 15
- Gheorghe Biță - Electroputere Craiova - 9
- Costel Lazăr - Poiana Câmpina - 8
- Vasile Bârdeș - Oțelul Târgoviște - 8
- Ionuț Savu - Rocar București - 6
- Cristinel Țermure - Oțelul Târgoviște - 6
- Marius Zadea - Portul Constanța - 5
- Narcis Mohora - Electroputere Craiova - 5

## Golgheteri Seria 2
- Cristian Pușcaș - CSM Reșița - 12
- Mihai Guriță - Bucovina Suceava - 12
- Mircea Stanciu - ASA Târgu Mureș - 11
- Lucian Marinescu - CSM Reșița - 9
- Dan Găldean - Minaur Zlatna - 7
- Ovidiu Lazăr - Bihor Oradea - 6
- Marius Păcurar - Corvinul Hunedoara - 5
- Romulus Gabor - Corvinul Hunedoara - 5